# Petra Urban
Petra Urban es una deportista alemana que compitió para la RFA en taekwondo. Ganó dos medallas en el Campeonato Europeo de Taekwondo en los años 1982 y 1984.

## Palmarés internacional
| Campeonato Europeo | Campeonato Europeo | Campeonato Europeo | Campeonato Europeo |
| Año                | Lugar              | Medalla            | Categoría          |
| ------------------ | ------------------ | ------------------ | ------------------ |
| 1982               | Roma (Italia)      | Medalla de plata   | +67 kg             |
| 1984               | Stuttgart (RFA)    | Medalla de oro     | –68 kg             |